# Beats
Beats es una película estadounidense de drama y coming-of-age dirigida por Chris Robinson a partir de un guion de Miles Orion Feldsott. La película es protagonizada por Anthony Anderson, Khalil Everage, Uzo Aduba, Emayatzy Corinealdi, Paul Walter Hauser, Dave East, Ashley Jackson, Evan J. Simpson y Dreezy.
Fue estrenda el 19 de junio de 2019 por Netflix.

## Sinopsis
Un adolescente afroamericano prodigio de la música forma una amistad improbable con un productor con dificultades. Unidos por su amor por el hip-hop, intentan liberarse mutuamente de los demonios de su pasado y penetrar en la escena musical de la ciudad.

## Reparto
- Anthony Anderson como Romelo Reese
- Khalil Everage como Jamal.
- Uzo Aduba como Carla Monroe.
- Emayatzy Corinealdi como Vanessa Robinson.
- Paul Walter Hauser como Terrence.
- Dave East como Mister Ford.
- Evan J. Simpson como Laz.
- Seandrea "Dreezy" Sledge como Queen Cabrini.
- Skye Sparks como Elizabeth.
- Ashley Jackson como Niyah.
- Ariana Burks como Leshea.
- Jeremy Phillips como Vern.
- Ahmad N. Ferguson como Boy in Blue.
- Brezzy Byrd
- Megan Sousa como Kari.

## Producción
En junio de 2018, se anunció Beats, una película dirigida por Chris Robinson a partir de un guion original de Miles Orion Feldsotta, con Anthony Anderson y el debutante Khalil Everage como protagonistas. La película incluirá música original de artistas con sede en Chicago, incluyendo Young Chop.
El rodaje comenzó en junio de 2018 en Chicago.

## Estreno
La película fue estrenada por Netflix el 19 de junio de 2019.